# Frida Östberg
Frida Christina Östberg (Örnsköldsvik, 10 dicembre 1977) è un'ex calciatrice svedese, di ruolo centrocampista.

## Carriera

### Club
Östberg iniziò la sua carriera con l'Hägglunds IoFK, club per il quale giocò fino al 1994. Per la stagione 1995 passò all'Umeå IK dove rimase fino al 2005. Dal 2006 al 2007 la Östberg giocò per il Linköpings. Lasciò il Linköpings nel novembre 2007.
Östberg fece affermazioni riguardo ad un suo ritorno al passato e al suo vecchio club, l'Umeå IK.  Il 30 novembre 2007 dichiarò il suo ritorno all'Umeå IK dopo due stagioni al Linköpings. Giocò per l'Umeå per la stagione 2008 prima di lasciare ancora la squadra. Vinse il Diamantbollen nel 2008, che è assegnato alla miglior calciatrice svedese.
Con la creazione di una nuova lega calcistica femminile negli Stati Uniti, la Women's Professional Soccer, Östberg si diresse oltreoceano. Fu scelta nel post-draft dai Chicago Red Stars e giocò 17 partite (16 da titolare, in totale 1416 minuti) nella stagione 2009, senza però segnare gol o fornire assist. Alla fine della stagione fu tagliata dal club e si svincolò.
Östberg ritornò ancora all'Umeå IK ma si ritirò nel 2010 dopo l'annuncio della sua gravidanza.

### Nazionale
Östberg fece il suo debutto con la Svezia nel 2001 contro la Norvegia. Giocò nelle edizioni 2003 e 2007 dei campionati mondiali di calcio femminile così come le Olimpiadi 2004 e 2008.
In totale collezionò 78 presenze con la nazionale maggiore, segnando 2 gol.